# Banzai! (rivista)
Banzai!, o BANZAI! è un'antologia di manga shōnen pubblicata in Germania da Carlsen Verlag dal novembre 2001 al dicembre 2005. È stata pubblicata nel novembre 2001 come adattamento in lingua tedesca dell'antologia di manga Weekly Shōnen Jump, pubblicata in Giappone da Shūeisha
Oltre a varie serie tratte da Shōnen Jump, la rivista ha pubblicato alcuni manga originali in lingua tedesca, tra cui Crewman 3. Erano presenti anche articoli didattici che insegnavano il giapponese, oltre a notizie sulle serie anime e manga.
Banzai! è stata la prima rivista tedesca di manga rivolta ad un pubblico di ragazzi, ed è stata stampata inizialmente in 130 000 copie per edizione.
La rivista ha cessato le pubblicazioni nel dicembre 2005, dopo che Shueisha ha negato alla casa editrice Carlsen Verlag i diritti per la pubblicazione e l'adattamento dei suoi manga.

## Serie pubblicate

### Manga
| Titolo                 | Autore                    | Prima uscita   | Ultima uscita  |
| ---------------------- | ------------------------- | -------------- | -------------- |
| DNA²                   | Masakazu Katsura          | Novembre 2001  | Marzo 2003     |
| Hunter × Hunter        | Yoshihiro Togashi         | Novembre 2001  | Dicembre 2005  |
| Naruto                 | Masashi Kishimoto         | Novembre 2001  | Dicembre 2005  |
| Sand Land              | Akira Toriyama            | Novembre 2001  | Maggio 2002    |
| One Piece – Rogue Town | Eiichirō Oda              | Dicembre 2001  | Settembre 2002 |
| Shaman King            | Hiroyuki Takei            | Dicembre 2001  | Dicembre 2005  |
| Neko Majin             | Akira Toriyama            | Giugno 2002    | Agosto 2002    |
| Dr. Slump              | Akira Toriyama            | Luglio 2002    | Gennaio 2003   |
| Yu-Gi-Oh!              | Kazuki Takahashi          | Settembre 2002 | Gennaio 2005   |
| One Piece Red          | Eiichirō Oda              | Aprile 2003    | Agosto 2003    |
| Hikaru no Go           | Yumi Hotta, Takeshi Obata | Novembre 2003  | Dicembre 2005  |
| Neko Majin Z           | Akira Toriyama            | Aprile 2004    | Giugno 2004    |
| I"s                    | Masakazu Katsura          | Febbraio 2005  | Maggio 2005    |
| Black Cat              | Kentarō Yabuki            | Giugno 2005    | Agosto 2005    |

### Opere proprie
Oltre alle serie di manga, Banzai! includeva anche capitoli di manga scritti in lingua tedesca.
| Titolo      | Autore        | Prima uscita  | Ultima uscita |
| ----------- | ------------- | ------------- | ------------- |
| Halloweens  | Isabel Kreitz | Novembre 2001 | Novembre 2002 |
| Crewman 3   | Robert Labs   | Gennaio 2003  | Ottobre 2003  |
| Hakuchi One | Michael Rühle | Dicembre 2004 | Dicembre 2005 |
| Die Gabe    | David Füleki  | Dicembre 2005 | Dicembre 2005 |